# История Габона

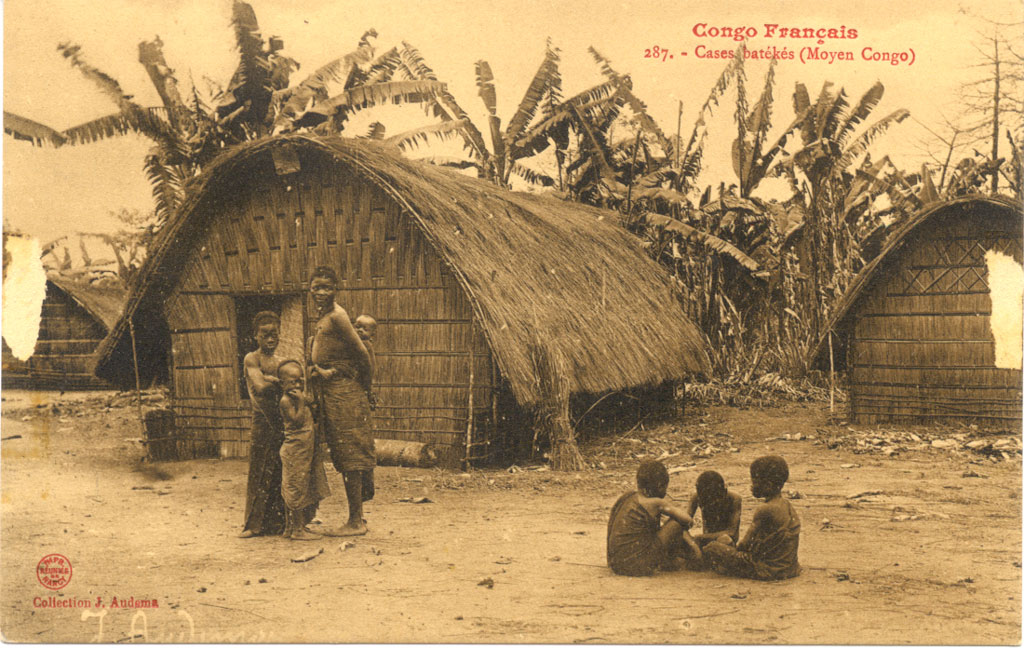
Традиционные жилища населения Габона. Фотография 1905 г.

История Габона — события на территории современного Габона с момента начала расселения там людей и до сегодняшнего дня.

## Доколониальный период
Возраст наскальных рисунков, обнаруженных на мысе Лопес, оценивается приблизительно в 8000 лет. Это древнейшее свидетельство пребывания людей на территории нынешнего Габона.
Первыми жителями страны были пигмеи, пришедшие сюда из Центральной Африки. Они жили небольшими группами в тропических лесах, основными их занятиями были охота и собирательство.
В конце XI века началась миграция племён банту к побережью Атлантического океана. Они селились на территории нынешнего Габона спасаясь от врагов или просто в поисках новых земель. На востоке и юге Габона расселилось племя теке, на севере — племя мпонгве. Оба племени пришли с севера, с территории нынешнего Камеруна. Об их жизни до прихода европейцев известно крайне мало, однако сохранившиеся изделия ремесленников и предметы искусства говорят о богатой культурной традиции.
В XIX веке в Габон пришло племя фанг, оттеснившее прежних жителей и ставшее самой многочисленной этнической группой населения страны.
Ко времени появления европейцев в Габоне местное население жило первобытнообщинным строем и не имело даже зачатков государственности.
Первыми из европейцев у побережья современного Габона появились португальцы. В 1472 году капитан Руй ди Сикейра обнаружил бухту в устье реки Комоэ. По форме этой бухты он назвал страну португальским словом gabão, обозначающим плащ с рукавами и капюшоном. Открытое Сикейрой побережье стало центром работорговли.
В XVI—XVII веках в Габон стали приплывать голландцы, французы, испанцы и англичане. Они обменивали свои товары (соль, кремнёвые ружья, порох, бусы, алкогольные напитки и другое) на слоновую кость, эбеновое дерево, воск, мёд, пальмовое масло. В прибрежных районах создавались торговые фактории и католические миссии.

## Колониальный период (1839—1960)

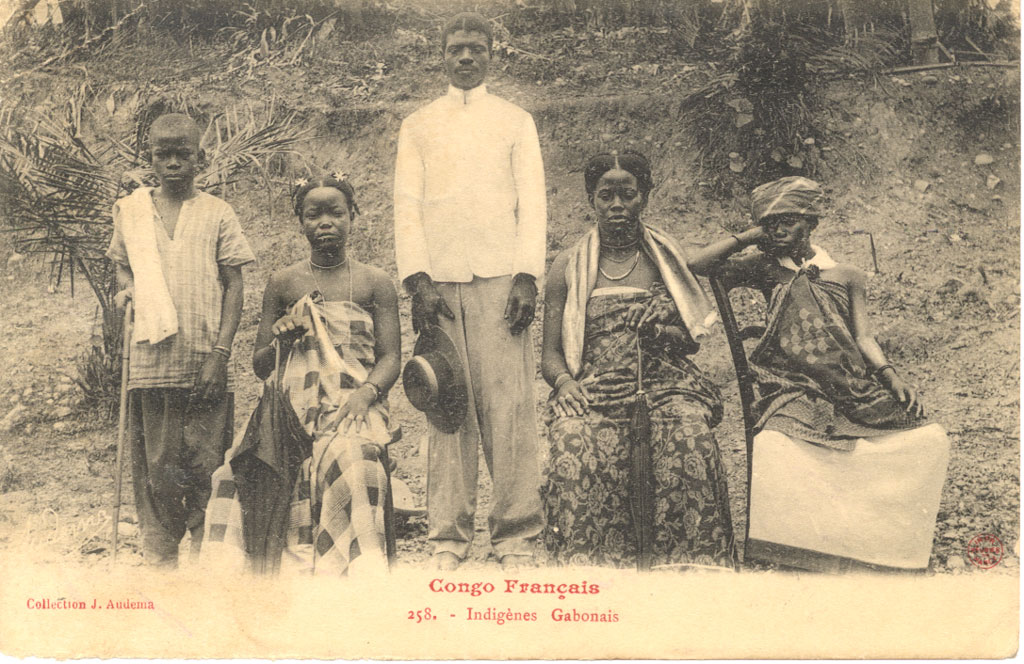
«Французское Конго. Местные жители Габона»: изображение колониального периода, 1905 г.

Начало колонизации Францией территории Габона положил капитан Луи Эдуард Буэ-Вильоме, который основал в бухте Габон стоянку для кораблей. Берега бухты в то время населяли племена мпонгве. 9 февраля 1839 года Буэ-Вильоме заключил с вождём одного из племён Анчуве Кове Рапончомбе договор, после чего Анчуве Кове Рапончомбе принял христианство и стал именоваться «король Дени».
В 1840—1860 годах французские колонизаторы заключили договоры со всеми вождями местных племён на побережье — о «защите и покровительстве Франции».
В 1849 году французы захватили португальский корабль работорговцев, и освобождённые французами рабы основали поселение Либревиль, нынешнюю столицу Габона.
С середины XIX века началось проникновение французов в глубинные районы страны. В 1875-80 годах Пьер де Бразза, исследовавший бассейн реки Конго, заключил ряд договоров с вождями местных племён. В 1880 году де Бразза основал город Франсвиль на востоке нынешнего Габона. В 1883 году де Бразза был назначен правительственным комиссаром Французской республики в Западной Африке (территории современных Габона и Конго).
С конца XIX века французские колонизаторы стали создавать в Габоне плантации экспортных культур — кофе и какао, вести лесозаготовки, а также строить дороги и морские порты.
В 1910 году Габон стал одной из четырёх территорий, входивших во Французскую Экваториальную Африку.
Во время Первой мировой войны солдаты из Габона участвовали в боевых действиях в составе французских частей. В провинции Волё-Нтем происходили столкновения между сенегальскими стрелками и немецкими подразделениями из Камеруна.
В период Второй мировой войны в Габоне шли бои между колониальными войсками (формировавшимися из местного населения) против высадившихся в ноябре 1940 войск генерала Шарля де Голля. Габонцы выступали против де Голля, поскольку считали его мятежником, восставшим против законного правительства Франции.

## Период независимости (1960 — настоящее время)
Габон получил независимость в 1960 году.
С той поры Габон остаётся одной из самых стабильных стран континента, доход на душу населения в стране — один из самых высоких в Африке.
За первые 50 лет независимости Габона во главе этой страны стояли всего 2 человека.
Первым президентом был Леон Мба, по конституции, оглашённой в феврале 1961, получивший практически неограниченные полномочия.
В феврале 1964 года четверо младших офицеров совершили военный переворот в Габоне. Они предложили власть лидеру левой партии ГДСС Обаме. Однако две роты французских войск, переброшенных из Сенегала и Конго, восстановили власть президента Мба.
После смерти Мба в ноябре 1967 президентом стал 32-летний Альберт Бернар Бонго (в 1973 он перешёл из христианства в ислам и принял имя эль-Хадж Омар Бонго). Бонго был сыном вождя племени теке, с 1964 исполнял обязанности министра обороны и был специальным правительственным комиссаром по госбезопасности. Затем он получил также посты министра информации и министра туризма, а с марта 1967 ещё и пост вице-президента страны.
В 1968 году Бонго официально утвердил однопартийный режим в стране, разрешив существование только Габонской демократической партии (назначив себя её генеральным секретарем). Для ослабления межплеменного соперничества, Бонго увеличил количество министерских постов, назначив на них вождей крупнейших племён Габона.
В марте 1991 года Бонго огласил новую конституцию, разрешающую многопартийную систему в Габоне.
29 ноября 2005 года объявлены итоги очередных президентских выборов. Набрав почти 80 % голосов, в очередной раз победил 70-летний президент эль-Хадж Омар Бонго, занимающий этот пост уже 38 лет.
8 июня 2009 года Омар Бонго скончался. Исполняющей обязанности президента Габона стала Роза Рогомбе, как президент Сената Габона.
30 августа 2009 года в Габоне состоялись президентские выборы, в которых участвовало около двадцати кандидатов. Победу на выборах, набрав 41,7 % голосов, одержал сын Омара Бонго Али Бонго. 16 октября 2009 года он официально вступил в должность.
В августе 2016 года с небольшим перевесом Али Бонго победил на президентских выборов и был переизбран. Кандидат от оппозиции Жан Пин не признал результаты выборов, заявив о своей победе. В начале сентября в столице Габона прошли массовые беспорядки, в ходе которых было сожжено здание парламента.
В октябре 2018 года у Али Бонго Ондимбы случился инсульт, после которого он был госпитализирован 24 октября в клинику Эр-Рияда. Восстановительное лечение проходило в Марокко.
7 января 2019 года военные Габона осуществили попытку переворота, захватили государственную радиостанцию, после чего выпустили обращение к народу, в котором объявили о намерении восстановить демократию и объявили о создании Национального совета реставрации. Но позднее в тот же день мятеж был подавлен, министр по делам коммуникаций Ги-Бертран Мапонга заявил, что четверо из пяти главных путчистов были арестованы в столице силами правопорядка, ещё один объявлен в розыск, а для разгона толпы, собравшейся для поддержки переворота, применили слезоточивый газ. В 2021 году трое лидеров попытки переворота, Келли Ондо Обианг, Димитри Нзе Меком и Бидима Манонго, были приговорены к 15 годам лишения свободы.
30 августа 2023 года в результате военного переворота был свергнут президент Али Бонго.